# Umowa nazwana
Umowa nazwana – umowa, której przedmiot, treść i skutki posiadają regulację ustawową (essentialia negotii sformułowane w ustawie expressis verbis). Do umowy nazwanej odnosi się grupa przepisów prawa, gdzie określone są wzajemne uprawnienia i obowiązki stron właściwe dla stosunku prawnego danego rodzaju.
Tworzenie szczególnych regulacji umów nazwanych uzasadnia:
- masowy charakter i duża doniosłość gospodarcza danego typu umowy,
- potrzeba ochrony interesów stron poprzez wprowadzenie przepisów o imperatywnym i semi-imperatywnym charakterze,
- kształtowanie właściwego (pożądanego) modelu stosunków prawnych danego rodzaju.

## Prawo polskie
W polskim systemie prawnym regulacji umowy nazwanej poświęcony jest zwykle osobny tytuł ustawy – zdecydowana większość umów nazwanych opisana jest w części szczególnej księgi trzeciej Kodeksu cywilnego. Przykładami umów nazwanych są umowa sprzedaży, umowa zlecenia, umowa o dzieło czy umowa przewozu.
Przeciwieństwem umów nazwanych są umowy nienazwane, czyli takie, które nie są unormowane w sposób szczegółowy i zawierane są w granicach tzw. swobody umów. Przykładem umowy nienazwanej są umowa factoringu i umowa franczyzy. Przed 9 grudnia 2000 r. umową nienazwaną była umowa leasingu.